# NGC 2652
NGC 2652 is een niet-bestaand object in het sterrenbeeld Waterslang. Het hemelobject werd in 1886 ontdekt door de Amerikaanse astronoom Ormond Stone.